# Нетанья
Нетанья (івр. נְתַנְיָה) — одне з найбільших міст Ізраїлю у центрі рівнини Шарон. 14-кілометрова пляжна смуга Нетаньї зробила її популярним туристичним осередком. Станом на  2022 рік в Нетаньї проживає 228 тисяч мешканців. Мер міста — Мір'ям Файрберґ.

## Загальна інформація
Місто заснуване в 1928 році активістами руху «Бней Біньямін» на землі придбаній у шейха Салеха Хамдані із Ум-Халеду — селища що існувало поблизу сучасної Нетаньї. Новостворене місто отримало назву на честь американського філантропа Натана Штрауса. На південь від Нетаньї знаходяться залишки прадавнього місця Полеґ — курган Тель-Полеґ.
Станом на 2000 рік у місті працювали 58,897 найманих робітників, та 4,671 самозайнятих. В Нетаньї діє 68 шкіл у яких  навчається 30 975 учнів.

## Демографія
У 2022 році в Нетаньї проживало 233 104 особи. Щільність населення міста становить 7,115 осіб на квадратний кілометр. За даними статистичного управління, у 2001 році в місті проживало 78 800 чоловіків і 84 900 жінок, з яких 31,1% були віком від 19 років і молодше, 15,3% від 20 до 29 років, 17,2% від 30 до 44 років, 17,4% від 45 до 59 років, 4,2% від 60 до 64 та 14,9% 65 років і старше.
З точки зору походження мешканців Нетанії, 63 800 походять з Європи та Америки, 30 200 з Північної Африки, 18 100 з Азії, 10 500 з Ефіопії та 38 100 з Ізраїлю в 2008 році. Значна кількість ефіопських євреїв в Ізраїлі оселилася в Нетаньї.

## Економіка
У місті розташована найбільша за обсягами виробництва пива в Ізраїлі броварня Tempo Beer Industries. Тут розташована перша фабрика IKEA в Ізраїлі. Туризм також відіграє важливу роль в економіці міста, близько 19 готелів мають понад півтори тисячі номерів.

## Спорт
У місті базується футбольний клуб Маккабі.

## Галерея

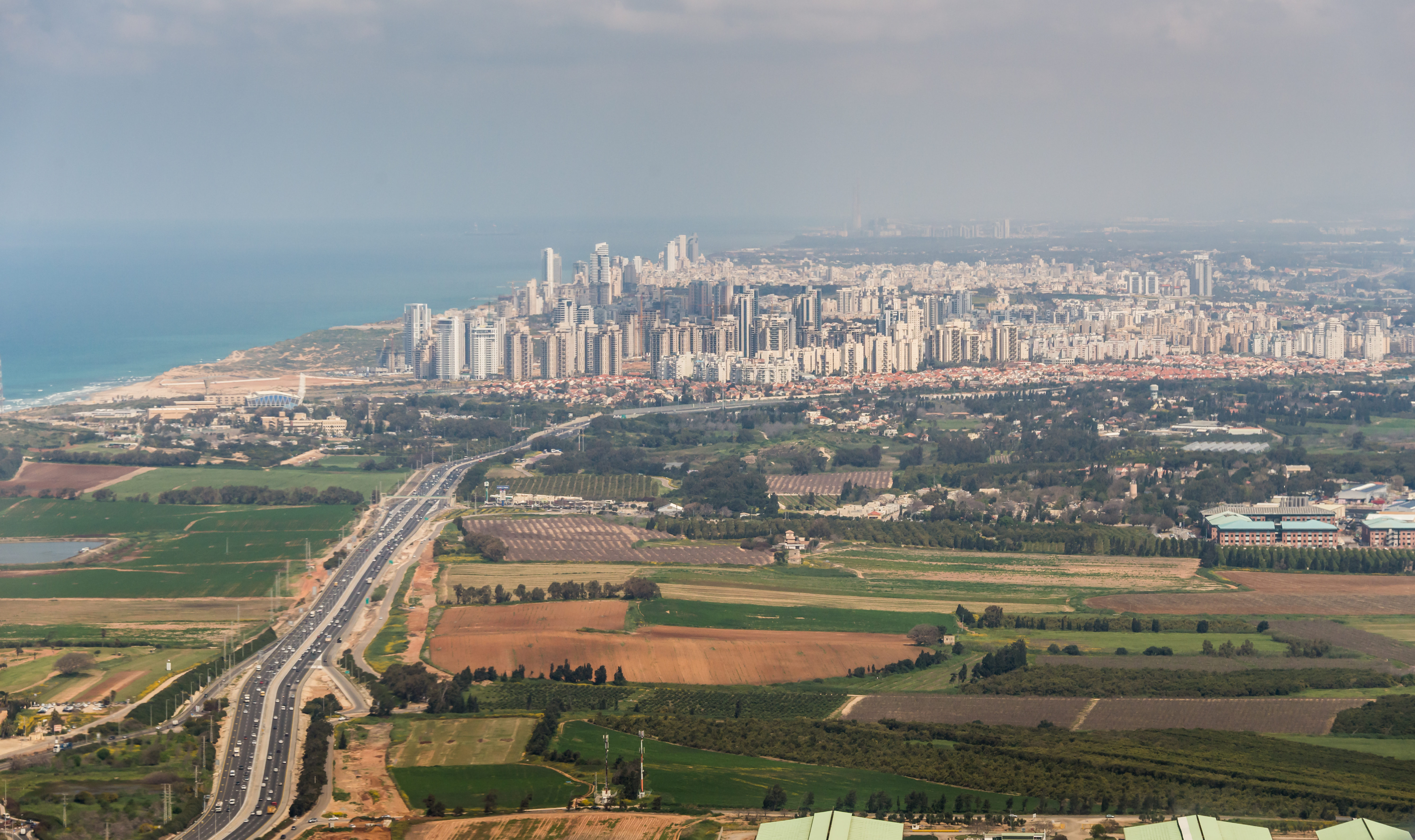
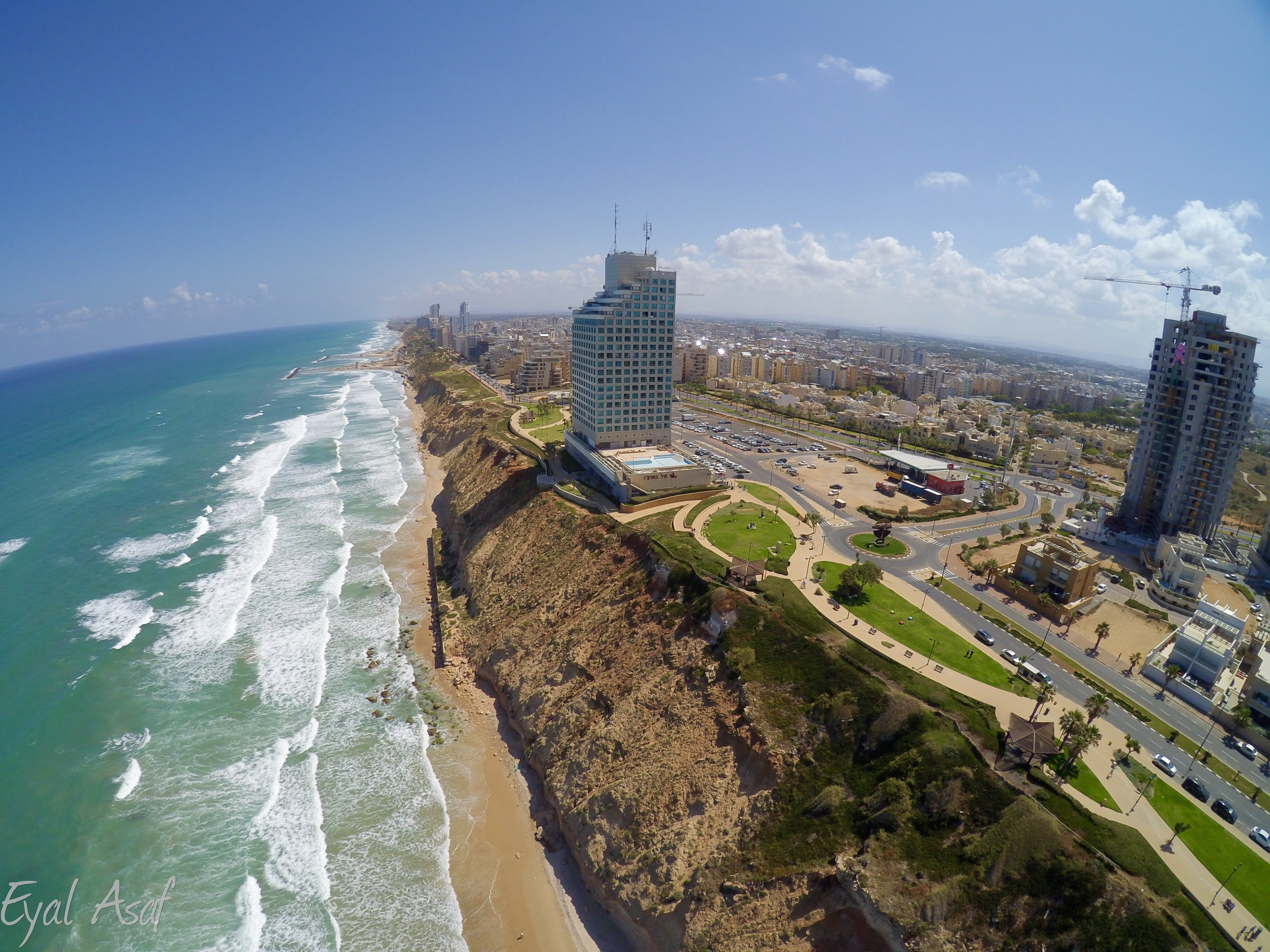
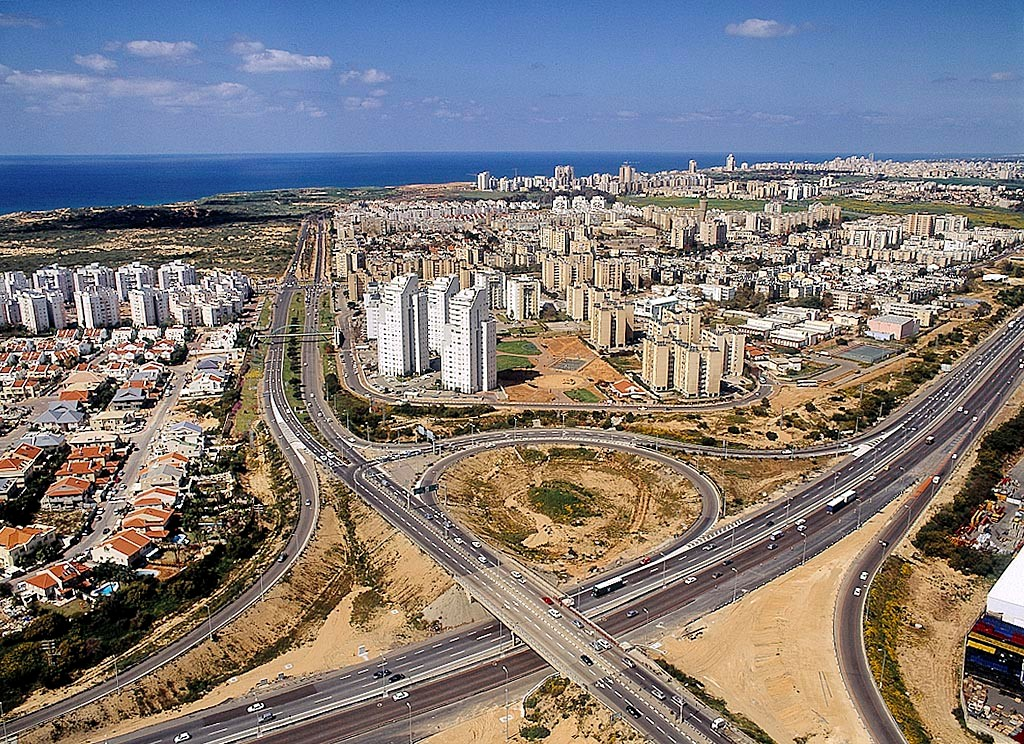
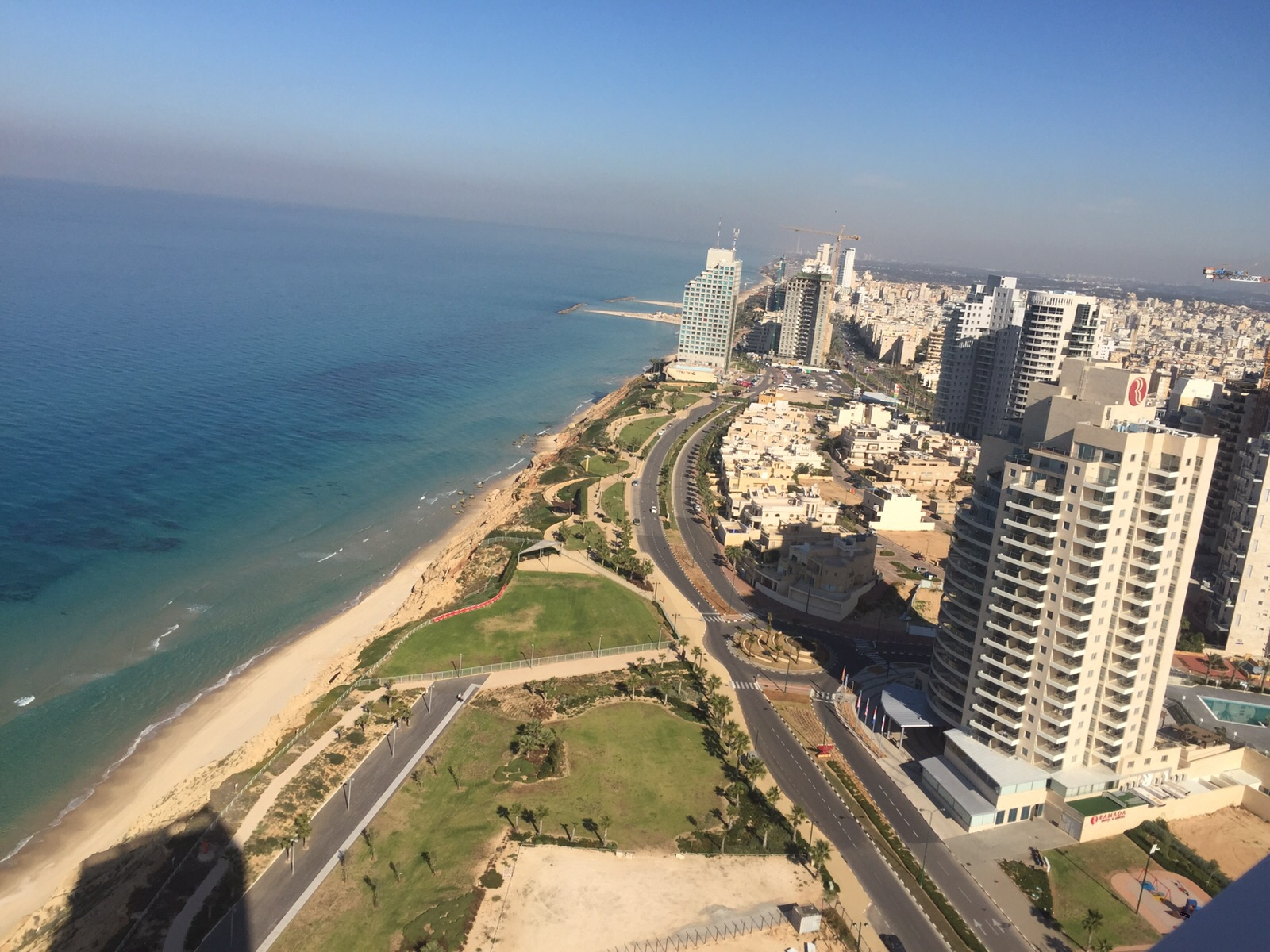

## Міста-побратими
- Аддис-Абеба, Ефіопія
- Батумі, Грузія (2018)[1][2]
- Борнмут, Велика Британія (24 жовтня 1995)[3]
- Брашов, Румунія (1999)[4]
- Геленджик, Росія (31 січня 2013)[5]
- Голд-Кост, Австралія (27 липня 1987)[6]
- Гіссен, Німеччина (26 червня 1978)[7][8]
- Дортмунд, Німеччина (16 листопада 1981)[9][10]
- Касерес, Іспанія
- Комо, Італія (31 жовтня 2004)[11]
- Мінськ, Білорусь[2]
- Новий Санч, Республіка Польща (30 жовтня 1994)[12]
- Ніцца, Франція (жовтень 1968)[13]
- Подєбради, Чехія (2014)[2]
- Санкт-Петербург, Росія (2017)[2]
- Санні-Айлс-Біч, США (26 квітня 2006)[14]
- Сарсель, Франція (23 березня 1988)[15]
- Ставангер, Норвегія (16 квітня 1997)[16][17]
- Цинциннаті, США
- Чернівці, Україна (3 квітня 2025)[18]
- Шіофок, Угорщина (30 квітня 2009)[19]
- Ясси, Румунія (20 вересня 2005)[20][21]